# 귀멸의 칼날: 무한열차편
《귀멸의 칼날: 무한열차편》(일본어: 鬼滅の刃 無限列車編)은 《극장판 귀멸의 칼날: 무한열차편》을 TV판으로 재편집한 시리즈이다.

## 줄거리
탄지로와 젠이츠, 이노스케는 꺾쇠 까마귀에게 무한열차 임무를 수행중인 염주 렌고쿠 쿄쥬로와 합류하여 임무를 수행하라는 지시를 받는다. 열차를 타고 이동하던 중 도깨비가 객실 안에 나타나고 렌고쿠는 일격에 도깨비를 처치한다. 그러다 탄지로 일행들은 갑자기 잠에 빠져들게 되고 원인은 하현의 1 엔무의 혈귀술이었다. 잠을 자며 탄지로는 가족들이 몰살당하기 전의 행복했던 때의 꿈을 꿨고 젠이츠는 네즈코와 함께 복숭아숲에서 뛰어노는 꿈, 이노스케는 탄지로, 젠이츠, 네즈코를 부하로 부리며 동굴을 탐험하는 꿈, 렌고쿠는 자신의 동생 센쥬로에게 검술을 가르치며 평온하게 있는 꿈을 꾼다. 그렇지만 탄지로는 네즈코의 도움을 받아 꿈에서 깨어난다. 그리고 뒤늦게 깨어난 젠이츠, 이노스케, 렌고쿠까지 합세하여 끝내 엔무를 쓰러트린다. 하지만 모든 것이 끝난 줄 알았을 때, 상현의 3 아카자가 나타나 렌고쿠를 죽이고 태양빛을 피해 달아난다.

## 상현 3 아카자
무한열차 편에서 렌고쿠 쿄주로를 잔인하게 살해한 도깨비

## 같이 보기
- 귀멸의 칼날
- 귀멸의 칼날 (애니메이션)
- 귀멸의 칼날: 남매의 연
- 극장판 귀멸의 칼날: 무한열차편
- 귀멸의 칼날: 나타구모산 편
- 귀멸의 칼날: 주합회의·나비저택 편
- 귀멸의 칼날: 환락의 거리편
- 귀멸의 칼날: 상현집결, 그리고 도공 마을로
- 귀멸의 칼날: 도공 마을편
- 귀멸의 칼날: 합동 강화 훈련편
- 귀멸의 칼날: 장구저택 편
- 귀멸의 칼날: 아사쿠사 편
- 고토게 코요하루